# Звездовиден астрофитум
Звездовиден астрофитум (Astrophytum asterias) е вид растение от семейство Кактусови (Cactaceae). Видът е световно застрашен, със статут Уязвим.

## Разпространение
Разпространен е в Мексико и САЩ.
- Astrophytum asterias
- A. asterias cv. 'Superkabuto'
- A. asterias cv. nudum